# 213e division de sécurité
La 213e division de sécurité (en allemand : 213. Sicherungs-Division), était une unité des sicherungstruppen (troupes de sécurité en français) de la Heer au sein de la Wehrmacht.

## Historique
La 213. Sicherungs-Division est formée le 15 mars 1941 à partir d'éléments de la 213. Infanterie-Division dans le Truppenübungsplatz (zone d'entraînement militaire) de Neuhammer dans la Wehrkreis VIII.
Elle sert derrière les lignes de front du secteur Sud du Front de l'Est jusqu'à 1943, bien que des éléments de celle-ci ont vu l'action en première ligne pendant cette période, rattaché à d'autres unités. En automne 1943, elle combat sur les lignes de front à Kiev et au début de 1944, elle subit de lourdes pertes dans la poche de Tcherkassy.
En juillet 1944, elle est de retour sur les lignes de front, cette fois sur le secteur Centre du front de l'Est et y restera jusqu'à sa dissolution en septembre 1944.

## Organisation

### Commandants
| Date                              | Grade           | Commandant                   |
| --------------------------------- | --------------- | ---------------------------- |
| ? mars 1941 - 18 août 1942        | Generalleutnant | René de l'Homme de Courbière |
| 18 août 1942 - 1er septembre 1944 | Generalleutnant | Alex Göschen                 |

### Officiers d'opérations (Ia)
| Date                         | Grade          | Commandant           |
| ---------------------------- | -------------- | -------------------- |
| Juin 1941                    | Hauptmann      | Heinz Meyer (pl)     |
| Juin 1941 - 10 décembre 1943 | Oberstleutnant | Ernst-Hugo von Unruh |

## Théâtres d'opérations
- Pologne et Silésie : juin 1941 - juillet 1944
- Front de l'Est secteur Sud : juin 1941 - juillet 1944
- Front de l'Est secteur Centre : juillet 1944 - septembre 1944

## Ordre de bataille
Milieu 1942
- verstärktes Infanterie-Regiment 318
- I./Artillerie-Regiment 213
- Landesschützen-Regiments-Stab 57 (en octobre 1942)
- Wach-Bataillon 703
- Reiter-Abteilung 213
- Divisionseinheiten 213

mai 1943
- Sicherungs-Regiment 318
- Sicherungs-Regiment 177
- Sicherungs-Regiment 180 (à partir de 1944)
- III./Polizei-Regiment 6
- Kosaken-Abteilung 213
- Ost-Pionier-Bataillon 318 (à partir de 1944)
- Divisions-Nachrichten-Abteilung 827

## Décorations
Des membres de cette division ont été récompensés à titre personnel pour leurs faits de guerre :
- Croix allemande
  - en or : 4
- Agrafe de la liste d'honneur
  - 1